# شرفه (استحکامات)

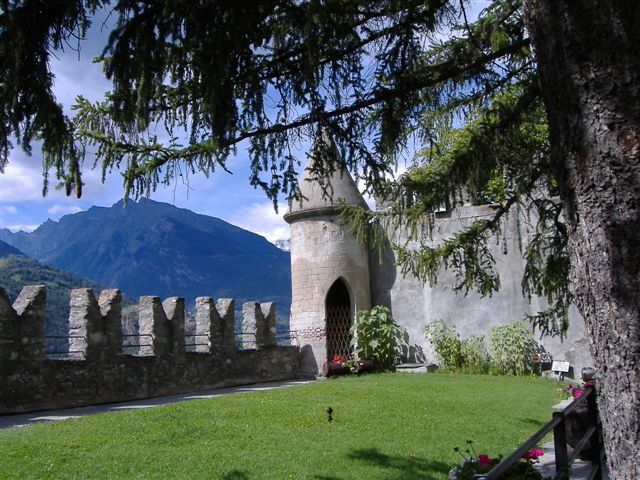
نمایی از یک شَرَفه در استحکامات قلعه

شَرَفه یا ثلمه عنوان دیوارک یا جان‌پناه کنگره‌دار در بالای باروی قلعه‌های دوران قرون وسطی می‌باشد که معمولاً به شکل چهارگوش یا سه‌گوش ساخته می‌شدند. شَرَفه‌ها گاهی به شکل لبه‌های باریک سوراخ‌دار به شکل عمودی بر روی بارو ایجاد می‌شدند. ایجاد اینگونه سوراخ‌ها در جهت مشاهده و گشودن آتش بود. فضای بین دو شَرَفه به نام گوشه نامیده می‌شود. شَرَفه‌ها در دوره‌های بعدی به شکلی طراحی و بهینه گردیدند که بتوان در آنها توپخانه را جاسازی نمود.

## نگارخانه

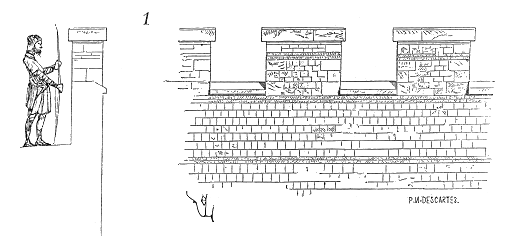
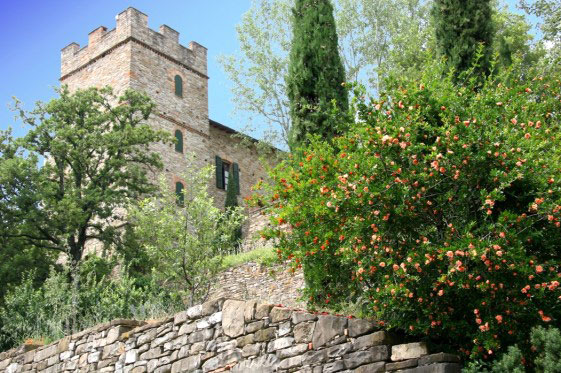
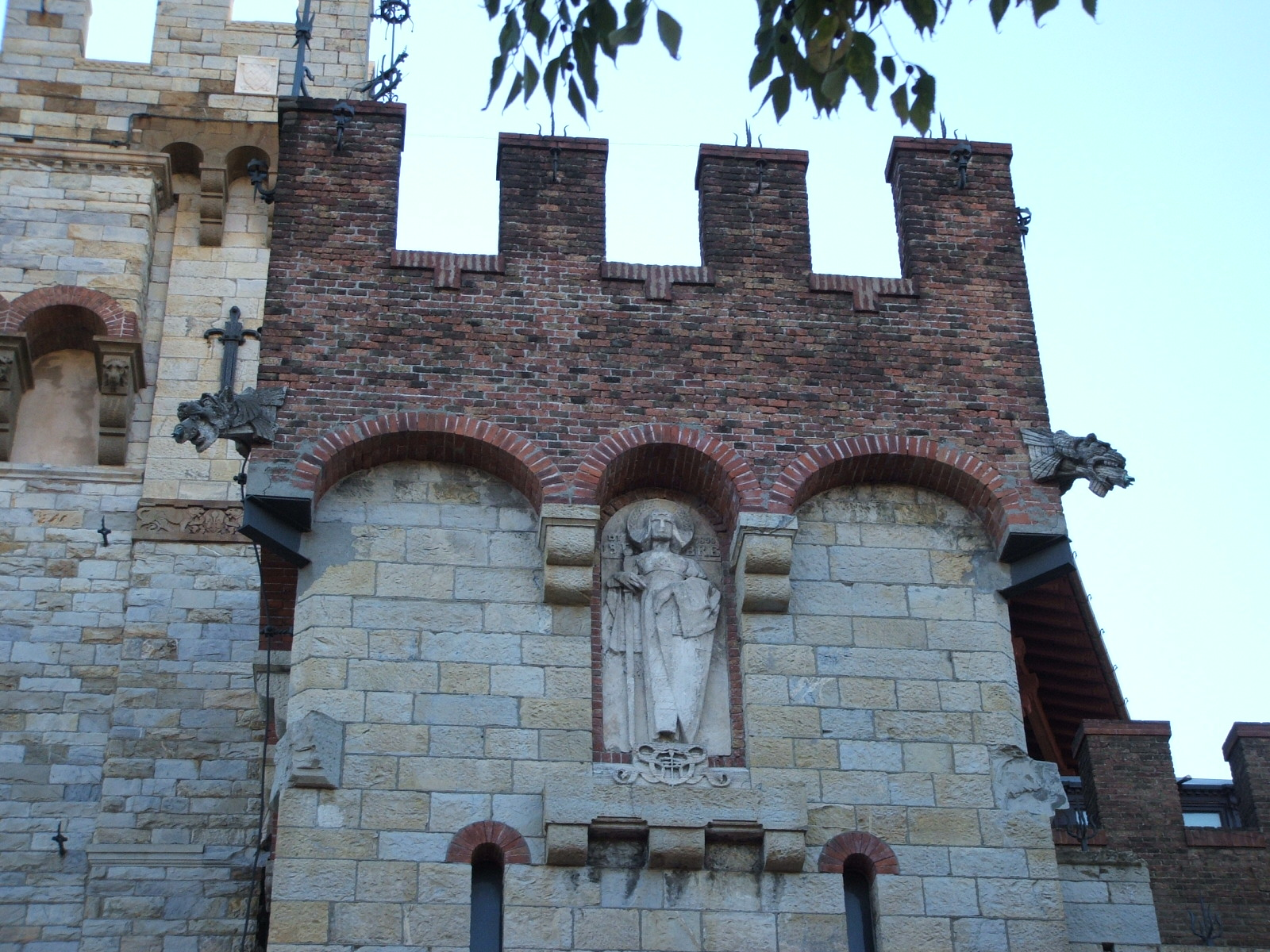
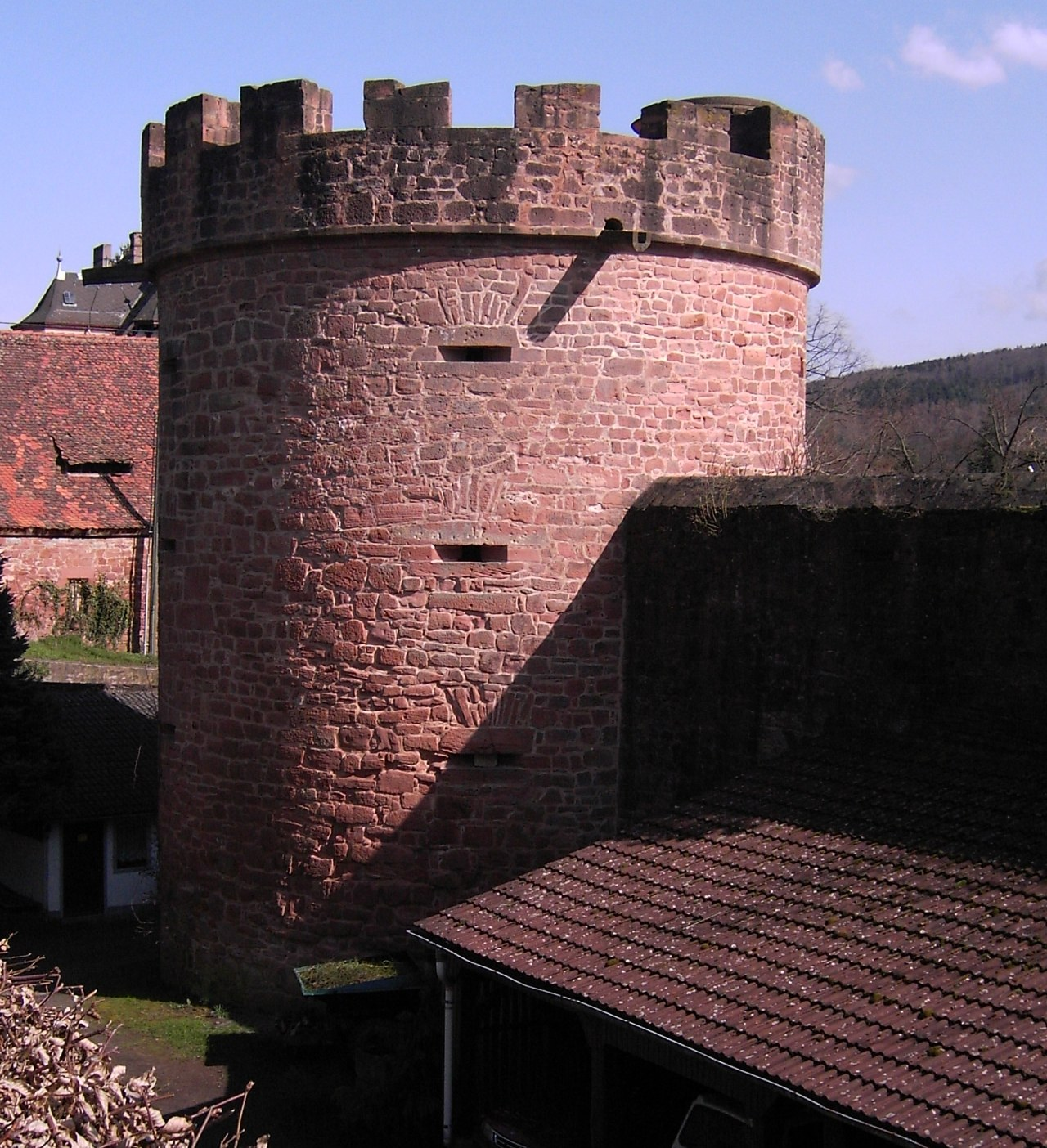
Büdingen-Stadtmauer.07
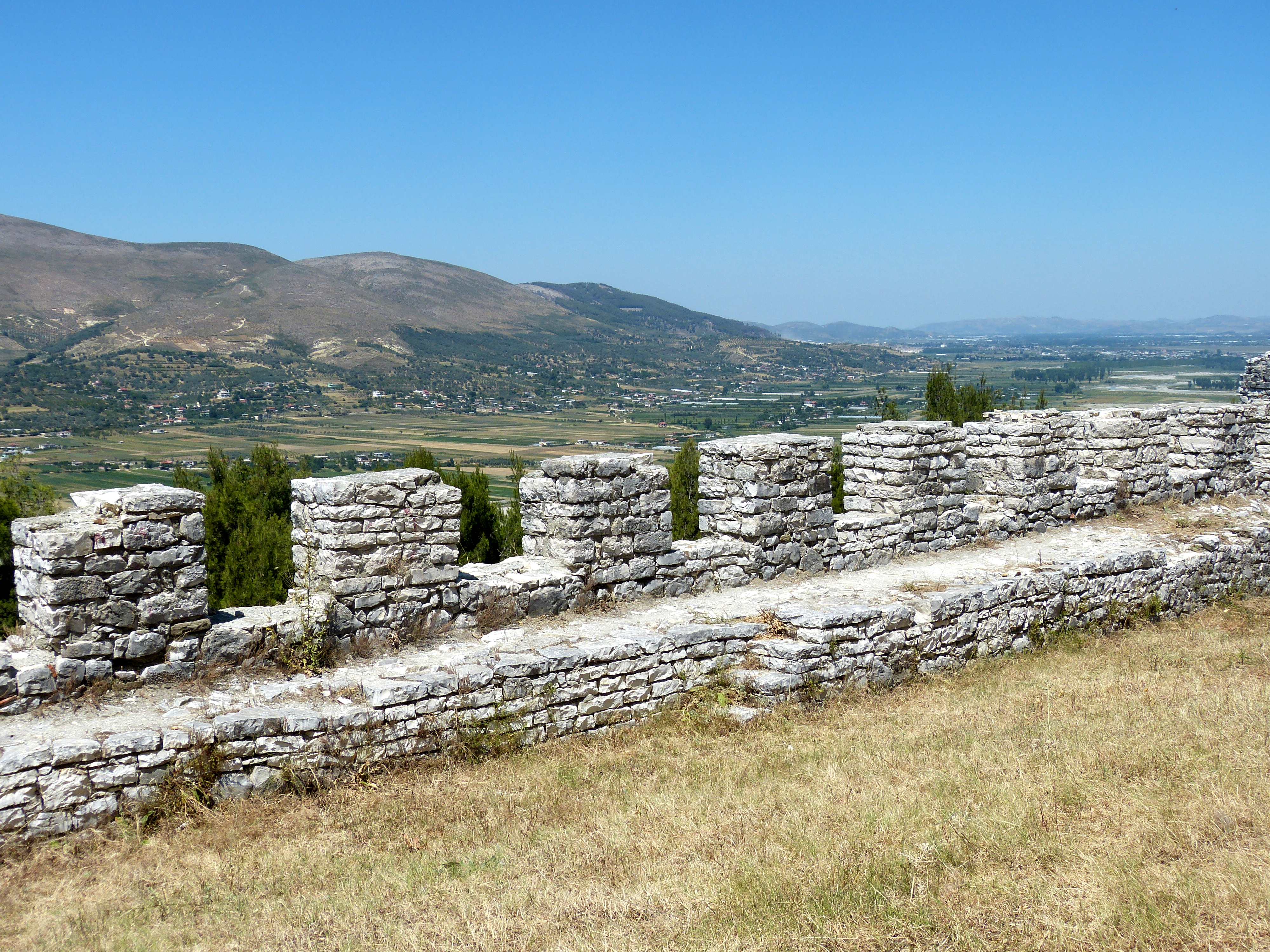
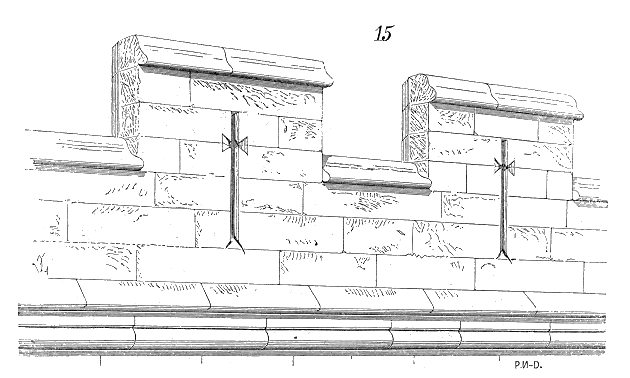
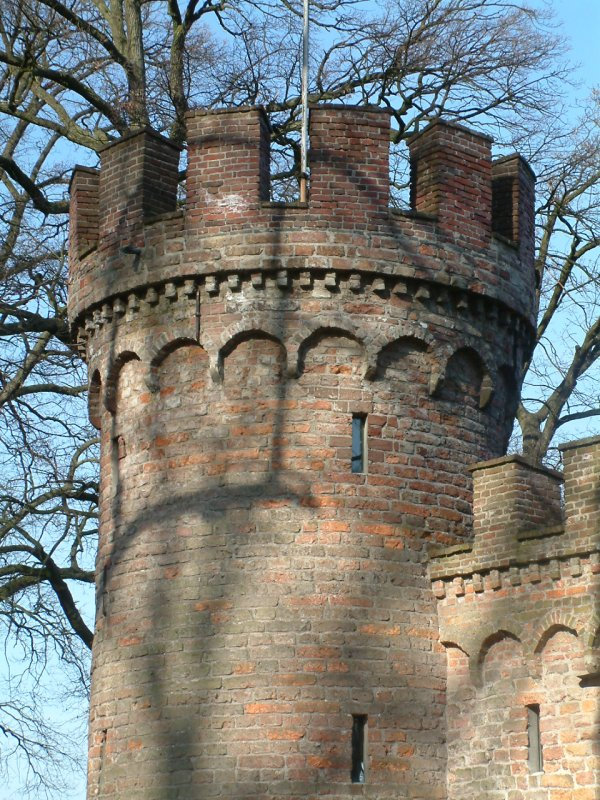
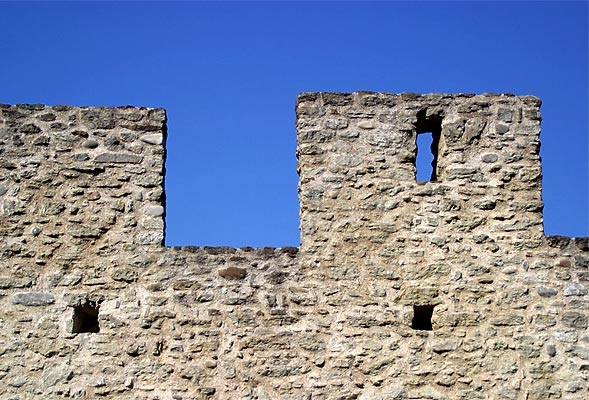
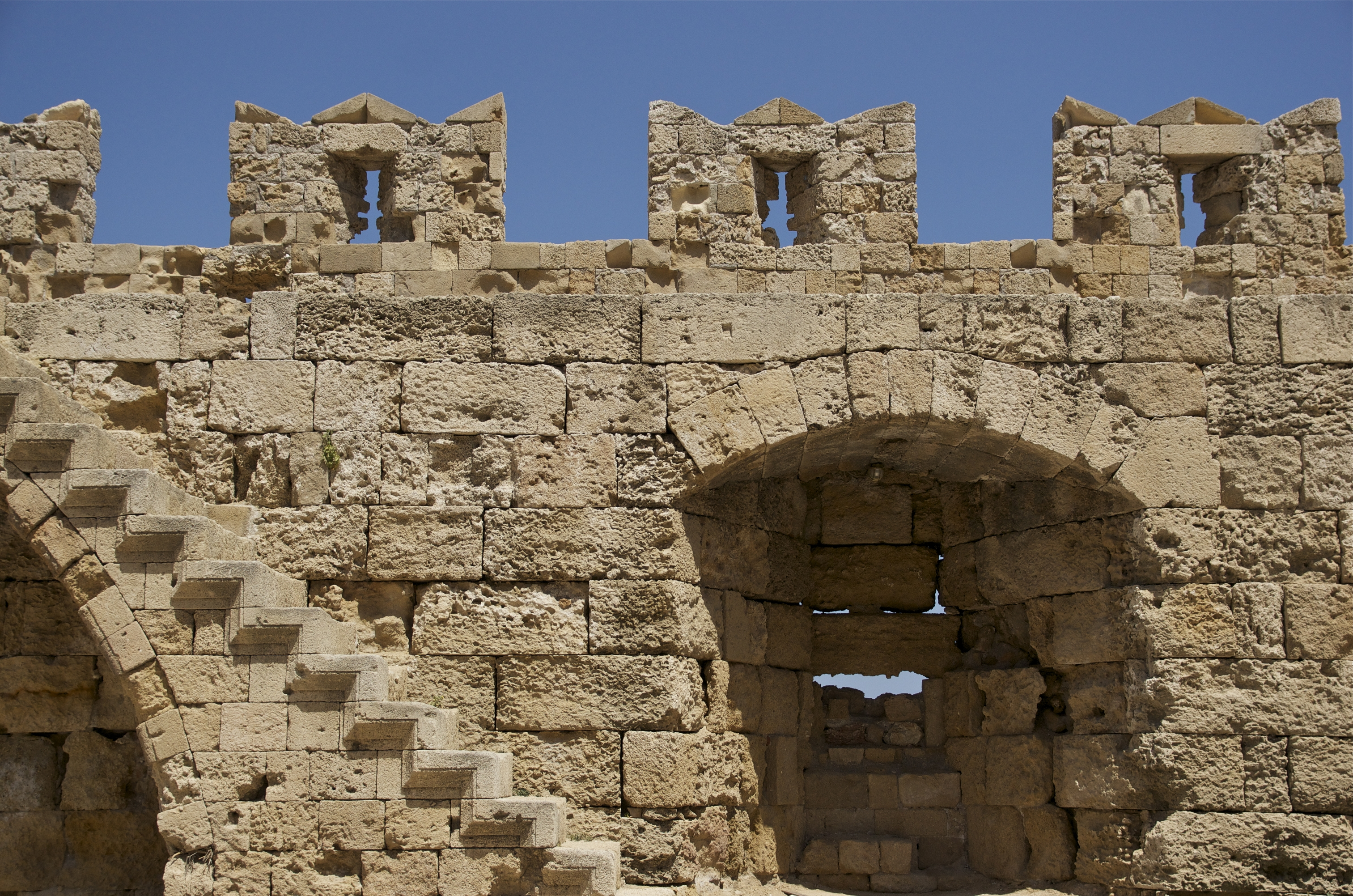